# Biserica „Sfinții Arhangheli Mihail și Gavril” din Brăila
Biserica „Sfinții Arhangheli Mihail și Gavril” din Brăila este un monument istoric aflat pe teritoriul municipiului Brăila, în Piața Traian. Considerată cea mai veche biserică din Brăila, aceasta a fost la origine o moschee otomană (sec. XVII–XVIII), fiind transformată în biserică ortodoxă în 1831, după ce orașul a revenit Țării Românești, prin Pacea de la Adrianopol.

## Istorie și arhitectură
Se crede că moscheea din Brăila a fost construită în jurul anului 1667, conform unor mărturii, între care cea mai importantă este a lui Hubert Wysocki. La acel moment, orașul Brăila și împrejurimile sale făceau parte din  raiaua Brăilei, teritoriu ocupat și administrat de autoritățile militare otomane. 
După războiul ruso-turc dintre 1828-1829, încheiat cu victoria Rusiei, arhiducele Mihail Pavlovici Romanov a venit cu inițiativa transformării moscheii într-o biserică ortodoxă cu hramul Sf.Mihail (de la numele său). Convertirea locașului ar fi fost un gest simbolic al eliberării orașului de sub stăpânire otomană. Astfel, în Duminica Ortodoxiei, pe data de 8 martie 1831, a avut loc o slujbă condusă de un arhimandrit delegat de episcopul Buzăului, sub jurisdicția căruia se afla la acel moment Brăila, iar biserica a fost sfințită primind hramul arhanghelilor Mihail și Gavriil. Acesta este unul dintre puținele cazuri ale convertirii unei moschei într-o biserică atestat pe teritoriul actual al României.
Actuala biserică a suferit transformări, în 1832 adăugându-i-se absida altarului din cărămidă cu ajutorul financiar al paharnicului Iancu Slătineanu. Minaretul de zid a fost înlocuit cu o clopotniță de lemn. În anul 1862 biserica a fost mărită spre vest cu cca. 8 m. În interior, biserica are un tavan de lemn ornamentat, iar partea centrală a plafonului, "gobec"-ul este pictată. La catapeteasma bisericii este așezată icoana Sf. arhanghel Mihail executată în Rusia în 1834 și dăruită acestei biserici de arhiducele Mihail Pavlovici. Pictura murală existentă a fost realizată între 1948-1949, în frescă de către pictorul Andrei Răileanu.
Construcția păstrează elemente de arhitectură orientală, fiind una din puținele biserici din România care nu are turle. A fost restaurată în anii '90.